# ダヴィデとゴリアテの首 (ジェンティレスキ)
『ダヴィデとゴリアテの首』（ダヴィデとゴリアテのくび、独: David mit dem Haupt Goliaths、伊: David con la testa di Golia、英: Lot and His Daughters）は、17世紀イタリア・バロック期の画家オラツィオ・ジェンティレスキが制作した絵画である。『旧約聖書』の「サムエル記上」(13-17章ほか) に記述されるダヴィデの逸話を主題としている。2点のヴァージョンがあり、ベルリン絵画館の作品は1610年ごろに銅板上に油彩で描かれ、ローマのスパーダ絵画館の作品は1611-1616年ごろにキャンバス上に油彩で描かれた。それぞれの美術館が想定する制作年代ではベルリンの作品が先に描かれたように思われるが、実際にはローマの作品がオリジナルであると見られる。

## 背景
1600年ごろまで、ジェンティレスキはローマの後期マニエリスム様式で制作していた。1660-1605年になってようやく、彼にはカラヴァッジョの影響が見え始め、1606-1615年ごろにはカラヴァッジョの影響は頂点に達した。『ダヴィデとゴリアテの首』はこの時期のもので、カラヴァッジョの自然主義的描写と劇的な明暗法がジェンティレスキの故郷であるトスカーナ地方の美術様式と融合しており、さらにローマに滞在していたドイツ人画家アダム・エルスハイマーにも感化されている。エルスハイマーの影響は、ベルリンの作品のようなジェンティレスキのわずかな銅板上のキャビネット (美術愛好家の美術品収集室) 形式の絵画、とりわけその風景描写に見て取れる。

## 作品
『サムエル記上』には、竪琴の名手であっただけでなく勇敢な戦士でもあったダヴィデについて記述されている。ある時、ダヴィデはペリシテ人との戦いで、身の丈3メートルもの大男ゴリアテを投石の一撃だけで打ち倒す。ダヴィデは即死したゴリアテの剣を取り、彼の首を切り落とした。

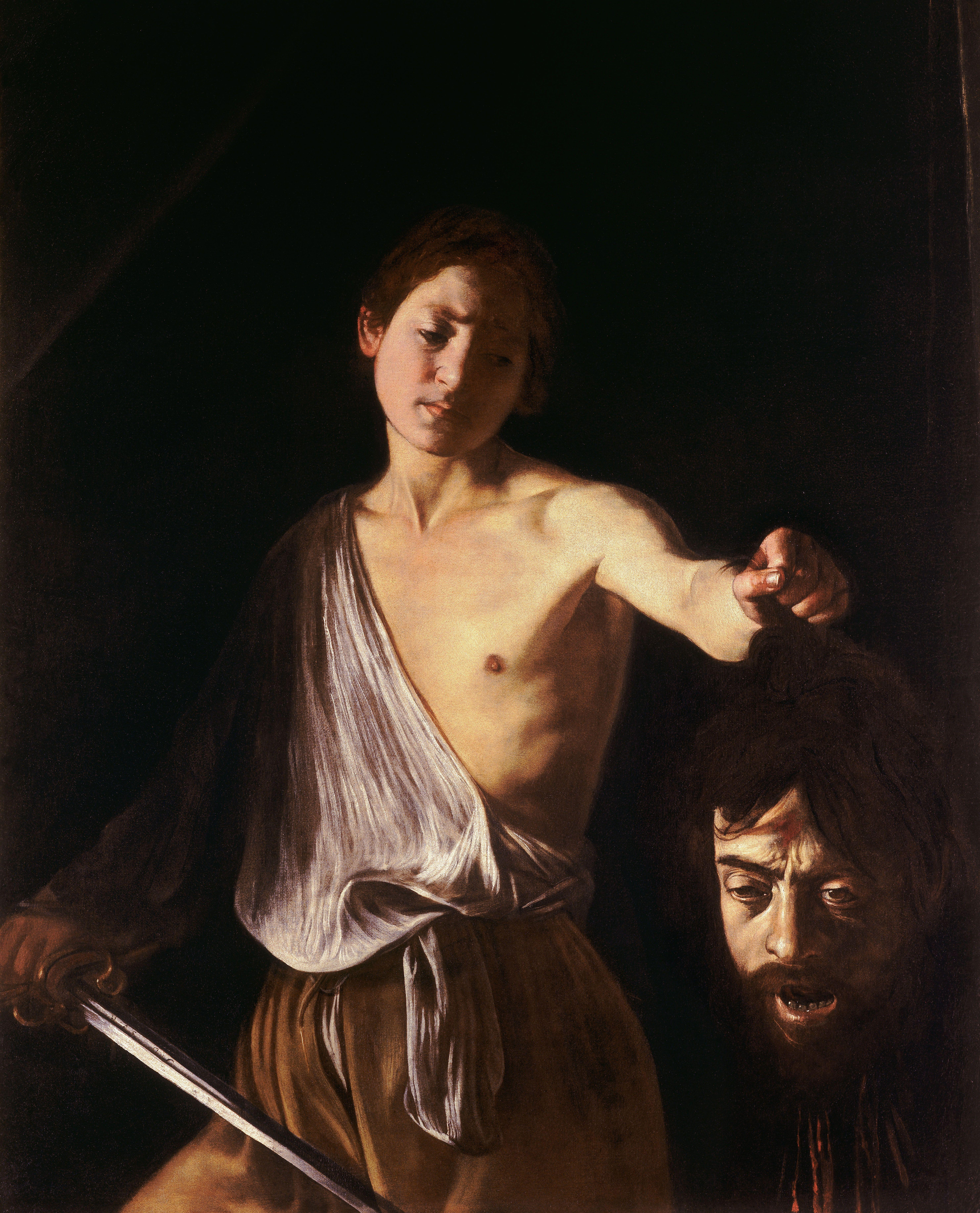
カラヴァッジョ『ゴリアテの首を持つダビデ』（1609年-1610年）
ボルゲーゼ美術館（ローマ）

ジェンティレスキのダヴィデは切り落とされたゴリアテの頭部の上に屈み、自身の行いと死について考察している。当時までは、ダヴィデがゴリアテの首を残虐に切り落とす場面の絵画が一般的であったが、ジェンティレスキは心理的な表現に重点を置いており、図像的に革新的である。その起源はカラヴァッジョの『ゴリアテの首を持つダヴィデ』 (ボルゲーゼ美術館、ローマ) にあり、カラヴァッジョは、まだ命が失われていないように見えるゴリアテの頭部を鑑賞者に向け、嫌悪感と哀感の眼差しを持つダヴィデを描いている。そのダヴィデのまっすぐな眼差しは思索的な表情をしている。
ジェンティレスキのダヴィデの顔は、カラヴァッジョのダヴィデのほとんど正面観から側面観に変わっている。ジェンティレスキは自身の作品の複製を制作することを好んだが、ベルリンの小さな銅板上の作品と、等身大の人物を表しているローマの大作は同様の構図を持つ。しかし、ローマのダヴィデは膝からいくらか下の部分が見えない。さらに、風景の描写はまったく違う。ローマの作品の右側には暗い森があり、左側の空のほうで木の葉を見せているが、ベルリンの作品の右側にはギザギザの硬い岩の洞窟が描かれている。
ベルリンの作品との比較で、ローマの作品は下部が切断されていると考えられてきたが、それは事実ではないようである。元来、ローマの作品はもっと小さなもので、周辺が別のキャンバスの切れ端で継ぎ足されている。また、ダヴィデの眼差しはゴリアテの頭部の上に注がれていたが、継ぎ足しにより、その印象は弱められており、ベルリンの作品ではダヴィデの眼差しはゴリアテの頭部に注がれていない。一方、ベルリンの作品ではダヴィデの全身像が表されているが、ローマのダヴィデとはポーズに変更が見られる。両脚がより近づけられ、ダヴィデの人物像がより細くなっている。ゴリアテの頭部も上を向いていたものが下向きに変更されている。